# Dario Longhin
Dario Longhin (11 de enero de 1962) es un deportista italiano que compitió en remo. Ganó cinco medallas en el Campeonato Mundial de Remo entre los años 1985 y 1989.

## Palmarés internacional
| Campeonato Mundial | Campeonato Mundial       | Campeonato Mundial | Campeonato Mundial        |
| Año                | Lugar                    | Medalla            | Prueba                    |
| ------------------ | ------------------------ | ------------------ | ------------------------- |
| 1985               | Malinas (Bélgica)        | Medalla de plata   | Cuatro sin timonel ligero |
| 1986               | Nottingham (Reino Unido) | Medalla de oro     | Cuatro sin timonel ligero |
| 1987               | Copenhague (Dinamarca)   | Medalla de bronce  | Cuatro sin timonel ligero |
| 1988               | Milán (Italia)           | Medalla de oro     | Cuatro sin timonel ligero |
| 1989               | Bled (Yugoslavia)        | Medalla de plata   | Cuatro sin timonel ligero |